# Danny Pearson
Danny Pearson (Columbia, 1º settembre 1963) è un ex cestista statunitense, professionista in Francia e in Italia.

## Carriera
È stato selezionato dai Washington Bullets al terzo giro del Draft NBA 1987 (59ª scelta assoluta).